# Hastánc
A hastánc ( arabul: رقص شرقي ' raqs sharqi ', szó szerint: "keleti tánc") azt az arab eredetű klasszikus táncot jelzi, 
amely a Közel-Kelet fejedelmi udvaraiban alakult ki, és hangsúlyozza az emberi test összetett mozgását, melynek középpontjában a csípő és köldöktáj hullámoztatása és rezegtetése áll, de a mozdulatok a test minden részét felhasználják.

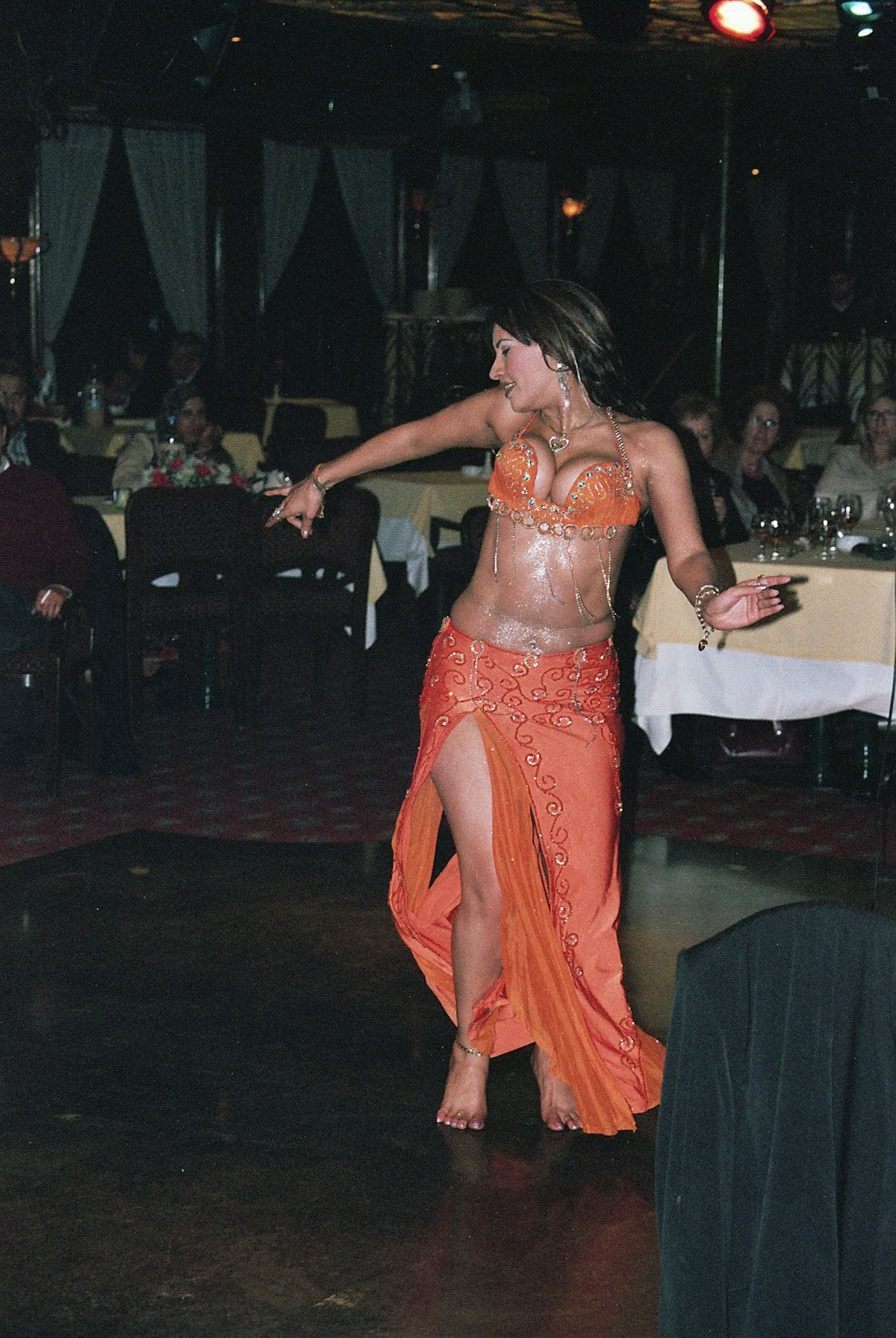
Randa Kamel, egyiptomi hastáncosnő

A tánc nagyon ősi eredetű, a világ egyik legrégebbi táncának tekintik; az ókori Egyiptomból származik.
Eredetileg spontán és rögtönzött tánc volt, ma azonban iskolákban tanítják a világ minden táján.
Országtól és a régiótól függően sokféle formát öltött, mind jelmezben, mind táncstílusban; de az egyiptomi stílus a világon az egyik legelterjedtebb és sok tánciskola tanítja ezt. Alapvetően női tánc, de férfi művelője is volt és ma is van.
A "hastánc" a francia danse du ventre kifejezés fordítása, amely kissé pontatlan, mert a táncban nemcsak a has, hanem az egész test mozog. A táncosnőnek ritmikusan köröző mozdulatokat végeznie hasával és fenekével, rendkívül fontos az ütemes lábmunka és még az ujjakat is mozgatni kell tánc közben. Az ujjak mozgatásának összhangban kell lennie a has, az ülep, a láb és a vállak mozgatásával.

## Fajtái
A keleti táncnak rengeteg stílusa létezik, a hastáncot is be lehet sorolni különböző kategóriákba. Néhány ezek közül:
- egyiptomi 
  - raqs sharqi, a hastánc klasszikus egyiptomi stílusa, amely a 20. század első felében alakult ki. Napjainkban ezen a táncműfajon belül is további variációk jelennek meg.
  - raqs baladi, az egyiptomi hastánc népi stílusa, az arab raqs (tánc) és baladi (vidéki) szavakból.
- libanoni iskola

Az arab hastánc modernebb stílusa, amely az egyiptomi és a török stílus között van. Hátrafelé hajlás a törzshöz, csavaró csípőfordulások, rúgások és sok shimmy  jellemzi.
- török

A török romák erőteljesen befolyásolták a török stílust. A mozdulatok robusztusak, erőteljesek, a hastánc stílusa élénk és játékos. A tánc közben kommunikálnak a közönséggel.
- Šarqī-stílus

A táncok kezdetben az arab, a berber, a perzsa és a kurd udvari táncok hagyományához kapcsolódtak, és a 18. század elején alakultak ki. A 20 században olyan klasszikus balettből származó mozgást is bevezettek, mint az arabeszk és a chassé.

## Eredet és történelem

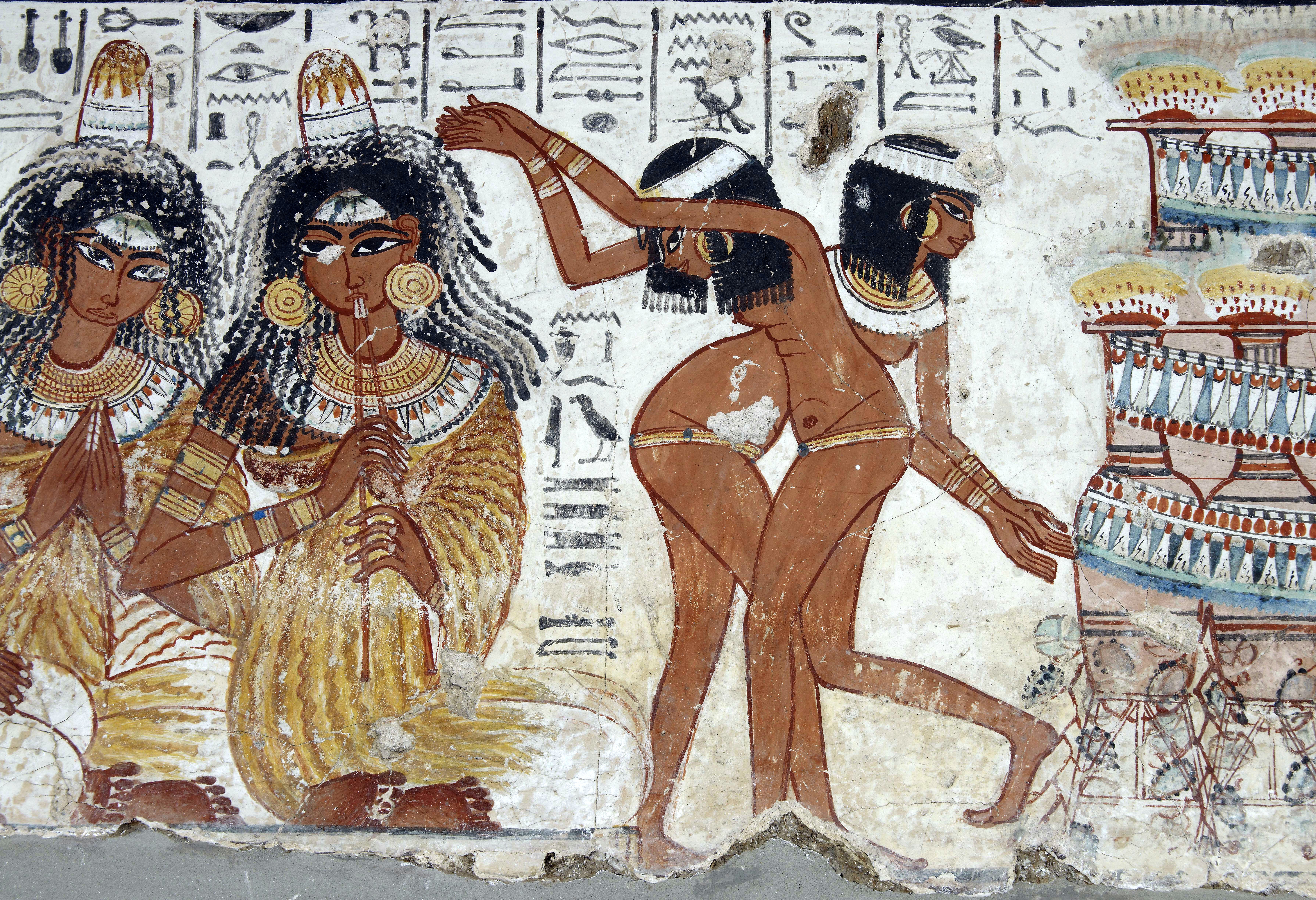
Egyiptomi festmény táncosnőkkel és zenészekkel, Kr. e. 1400 körül

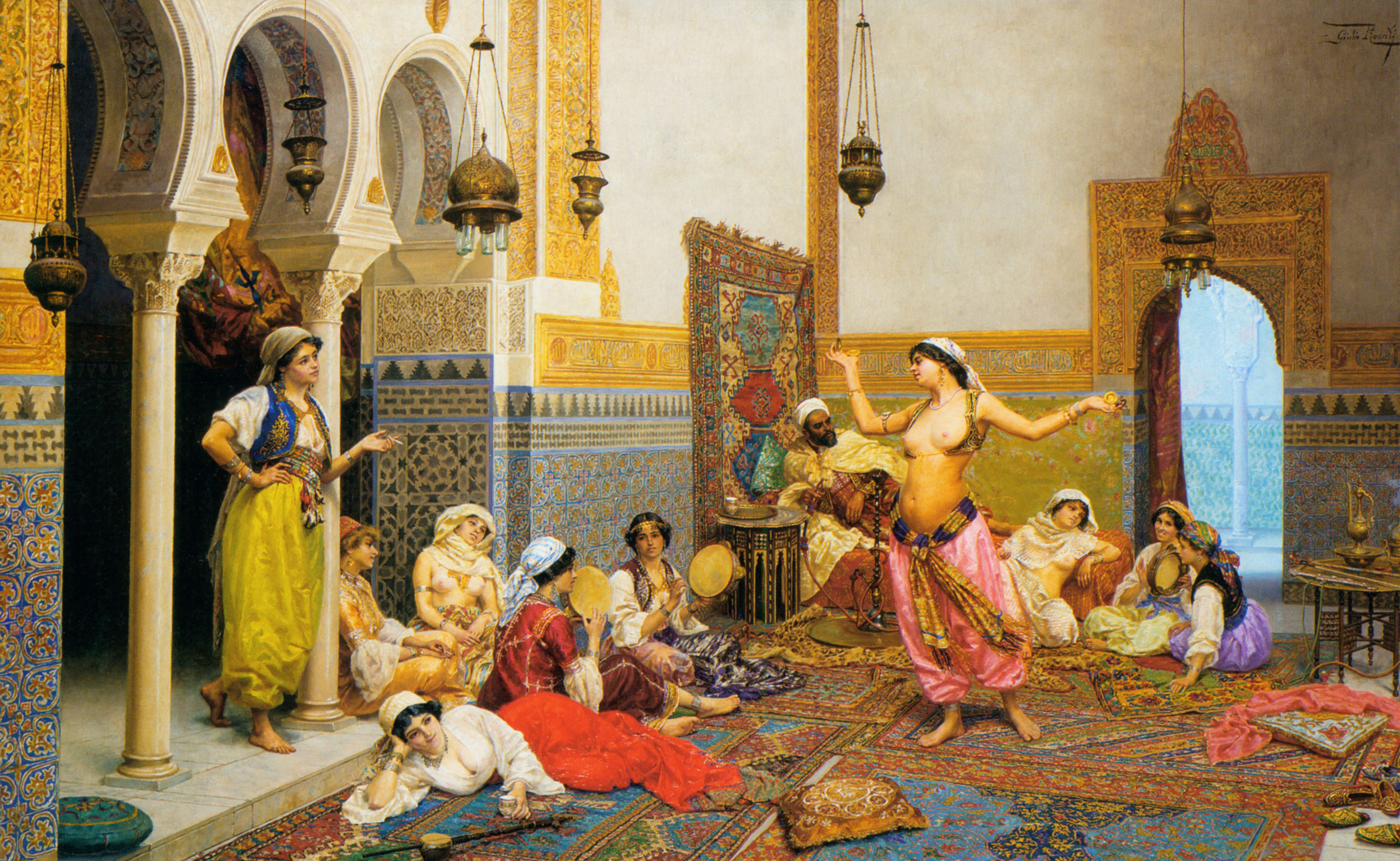
Giulio Rosati (1858–1917) festménye: Hárem-tánc

A hastáncnak igen hosszú története volt Észak-Afrikában és a Közel-Keleten.
Az ókori Egyiptomban a tánc mindig is kiemelt fontosságú volt minden ünnepi alkalomkor. Nagy szerepet játszott a vallási kultuszban és a világi ünnepeken. Voltak visszafogottabb és élénkebb táncformák, valamint eksztatikus-akrobatikus táncformák. A táncosok profi táncosok voltak.
Hogy az "egyiptomi" tánc hogyan változott a különböző birodalmakon keresztül a különböző dinasztiák alatt, nem ismert. Azt sem tudni, hogy változott-e egyáltalán. Mivel az egyiptomi festészet főleg a kiváltságos emberek életének jeleneteit ábrázolta, a bemutatott táncjelenetek csak egy apró benyomást keltenek egy táncról. Az ókori egyiptomi táncot, amelynek lépéseit, mozdulatait és zenéjét nem írták le írásban, nem szabad általános néptáncnak, sőt a mai hastánc előfutárának tekinteni. Mindenekelőtt hiányoznak a források és a megbízható kutatási eredmények.

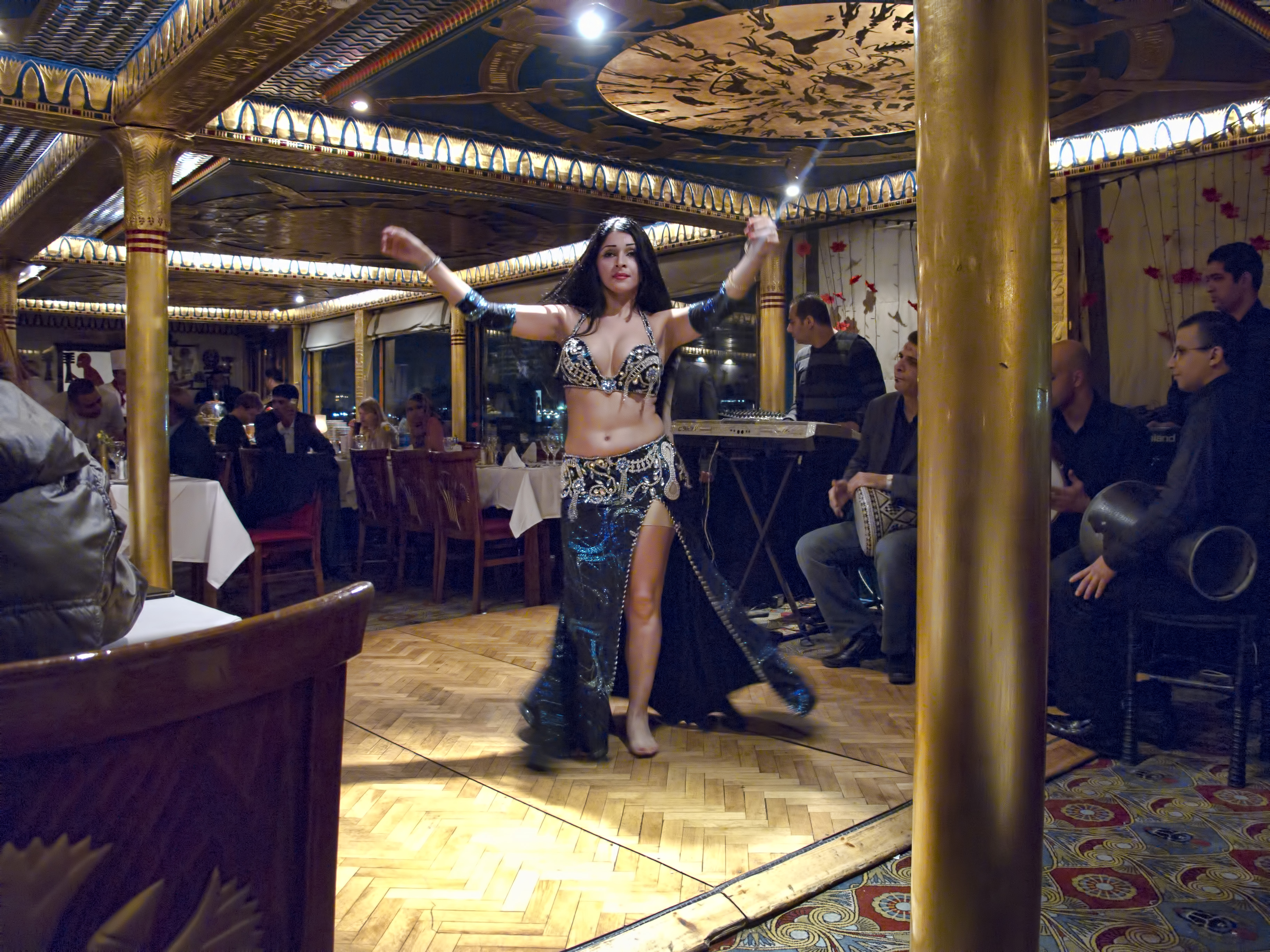
Hastáncosnő egy nílusi hajón

Az idegeneket és az utazókat évszázadok óta lenyűgözte a mai hastánc elődje, és erről levélben, útleírásban és könyvben számoltak be. Egyiptom idegen hatás kerülése óta és a kulturális cserék fokozódásával a tánc külföldön is terjedt. 
Számos görög és római forrás, – köztük Iuvenalis és Martialis – Kis-Ázsiából és Spanyolországból érkező táncosokat írt le hullámzó mozdulatokkal, akik "remegő combokkal" a padlóra süllyednek. Ezek a leírások minden bizonnyal utalnak azokra a mozdulatokra, amelyek manapság a hastánchoz kapcsolódnak.
Az Oszmán Birodalomban a hastáncot fiatal férfiak és nők egyaránt előadták a szultán palotájában.
A közel-keleti háremekben a szexuális vágykeltés eszköze lett. A nők a legkülönbözőbb trükköket eszelték ki és fejlesztették tovább, hogy uruk és parancsolójuk kedvében járjanak. A háremhölgyek kitanulták és csábító tánclépésekkel fűszerezték a vonzó mozdulatok technikáját. Bár a háremekben és szerájokban jelen volt a tánc, a nyilvános gyakorlása a nőknek időről időre be volt tiltva, ezért nyilvánosan sokszor fiúk táncolták.
Amerika felfedezése után a rabszolgák révén Dél- Amerikába és a Karib-térségbe is átkerült a csípőringatás, és szinte bizonyos, hogy a rumba és a szamba kialakulásában ennek az ősi afrikai táncnak is nagy szerepe volt.
A gyarmatosítás időszakában fedezték fel az európaiak újra a Keletet és ekkor teremtették meg az orientalizmus irányzatát. A 18. és 19. században a Közel-Keleten utazók romantikusnak látták az ottani kultúrát. Edward Lane és Flaubert például sokat írtak az ott látott táncosokról, köztük az egyiptomi Awalimról és Ghawazee-ról.
A Nyugat meghódítása állítólag az 1893-as chicagói világkiállítástól vette kezdetét. Itt tűnt fel Fatima Djemille, a Little Egypt művésznevű szíriai hastáncosnő, aki hatalmas sikert aratott.
A 20. században a tánc Hollywood révén globálisan népszerűsödött. Az 1960-as évektől New Yorkban és Kaliforniában a táncközpontok is elkezdték tanítani.
Az 1990-es évek óta az egész világon virágzik.
Egyesek szorosan betartják az egyiptomi hagyományt, mások beépítettek más táncstílusokat. Különböző iskolák és stílusok alakultak ki.

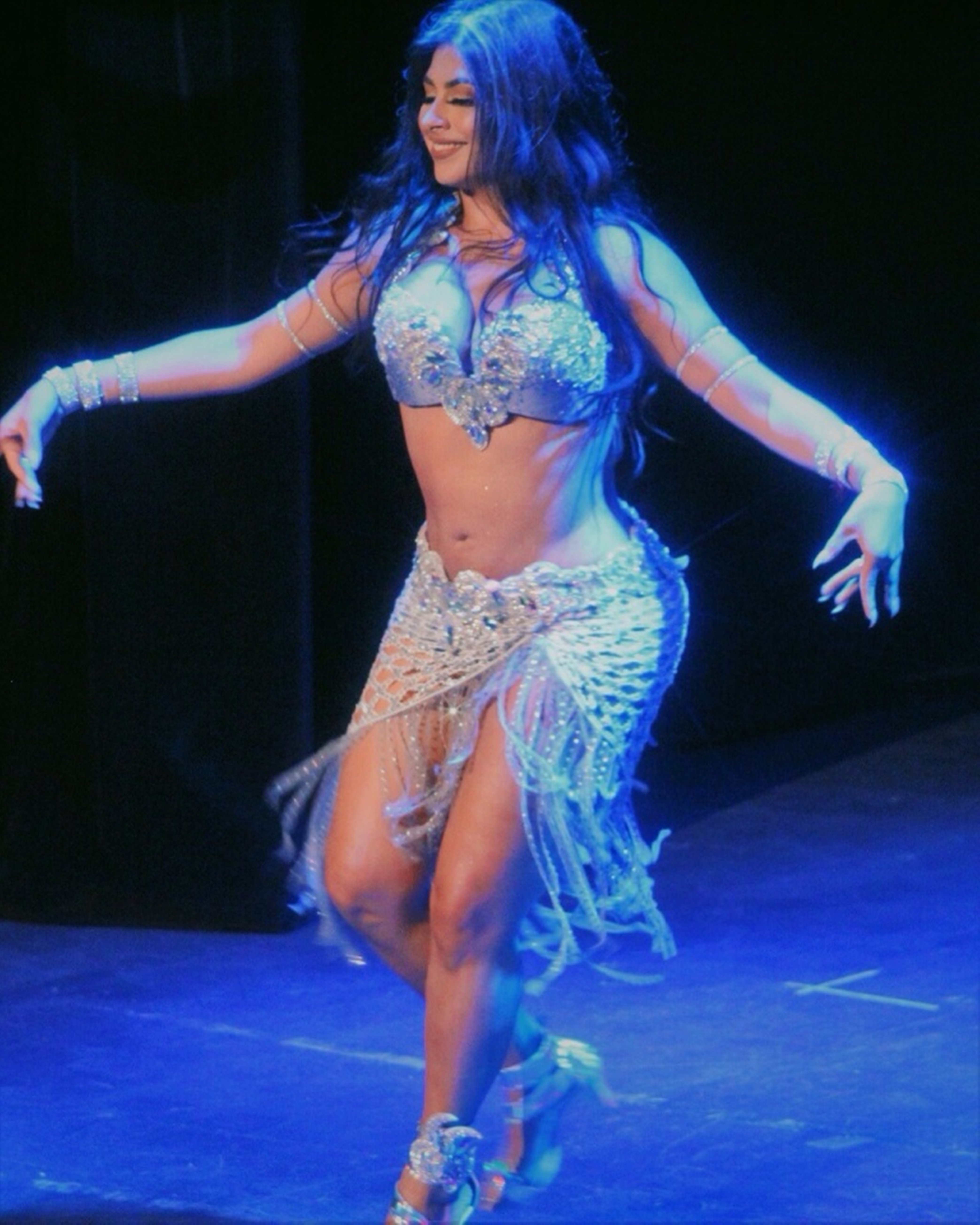
A mexikói Carmen Fragoso

## Fordítás
Ez a szócikk részben vagy egészben  a   Belly dance című angol Wikipédia-szócikk ezen változatának fordításán alapul.  Az eredeti cikk szerkesztőit annak laptörténete sorolja fel. Ez a jelzés csupán a megfogalmazás eredetét és a szerzői jogokat jelzi, nem szolgál a cikkben szereplő információk forrásmegjelöléseként.